# بنی مصعب (روستا)
 بنی مصعب  به عربی ( بَنی مُصعب )، روستایی است در دهستان کُسْمة از توابع استان رَیمه در کشور یمن در شبه جزیره عربستان. 

## جمعیت
جمعیت آن ( ۷۰ ) نفر (۱۱ خانوار) می‌باشد.